# Azienda ospedaliero-universitaria "San Giovanni di Dio e Ruggi d'Aragona - Scuola Medica Salernitana"
L'Azienda ospedaliero-universitaria "San Giovanni di Dio e Ruggi d'Aragona - Scuola Medica Salernitana", precedentemente nota come Ospedali Riuniti "San Giovanni di Dio e Ruggi d'Aragona", è un complesso ospedaliero con sede principale a Salerno nel quartiere San Leonardo.

Per la sua natura accademica è profondamente legata all'Università degli Studi di Salerno, in particolare al dipartimento di medicina, chirurgia e odontoiatria.

## Storia
La forma contemporanea dell'istituzione è il risultato di numerose operazioni di fusione, consolidamento e trasformazione di varie entità sul territorio della odierna provincia di Salerno.

### L'ospedale "San Giovanni di Dio"
L'ospedale "San Giovanni di Dio" nacque per volontà del salernitano Matteo d'Aiello, cancelliere alla corte di Guglielmo I di Sicilia.
Nel 1183 egli cedette al figlio Niccolò, vescovo di Salerno, la chiesa di Santa Maria ed alcune abitazioni nell'antico quartiere degli amalfitani, l'attuale rione delle Fornelle. Quivi si costruì l'ospedale che fu il primo ad avere un'amministrazione autonoma e laica in tutta l'Italia meridionale. La cura degli ammalati era comunque affidata ai religiosi: nel Quattrocento la chiesa dell'Annunziata riceveva un compenso dal Comune per l'opera prestata nell'ospedale che era dedicato a san Biagio, un medico santo dell'Armenia.

Nel 1614 le autorità cittadine invitarono i religiosi dell'ordine di San Giovanni di Dio di Napoli a prendersi cura del ricovero e l'ospedale cambiò nome in "convento e ospedale di S.Biagio e San Giovanni di Dio".
In seguito all'unità d'Italia il convento venne soppresso e la casa di cura fu affidata prima a personale laico e poi alle Figlie della carità.

### Gli Ospedali Riuniti "San Giovanni di Dio e Ruggi d'Aragona"
Nel 1898, la necessità di posti letto spinse le autorità ad aggregare l'ospedale San Giovanni di Dio all'ospedale che nel 1870 il marchese Giovanni Maria Ruggi d'Aragona, un nobile salernitano, aveva istituito nel quartiere Piantanova: nacque così l'ospedale "San Giovanni di Dio e Ruggi d'Aragona". Nel 1910 iniziarono i lavori per la costruzione del nuovo edificio nella zona dell'ex orto agrario, ovvero nel nuovo quartiere Carmine. Il nuovo ospedale fu inaugurato il 9 gennaio del 1923.
Nel secondo dopoguerra, a causa dell'incremento della popolazione della città, nacque l'esigenza di dare vita ad un ospedale che potesse, allo stesso tempo, servire l'intera città ed essere adeguato alle nuove esigenze di un ospedale moderno.
Il nuovo ospedale "San Giovanni di Dio e Ruggi d'Aragona" fu inaugurato in località San Leonardo sul finire del 1980.
Con il decreto del commissario ad acta n. 49/2010 e successivo n. 73 del 15/12/2010 e s.m.i., sono stati annessi all'Azienda Ospedaliera Universitaria OO.RR. "San Giovanni di Dio e Ruggi d'Aragona", i presidi ospedalieri “Giovanni da Procida”, “Santa Maria Incoronata dell'Olmo”, “Gaetano Fucito” e “Costa d'Amalfi”.

### La trasformazione in azienda ospedaliero-universitaria
Nel 2 gennaio 2009 l'azienda ospedaliera divenne sede dei tirocini della facoltà di medicina dell'Università degli Studi di Salerno. Nel marzo 2013, dopo una protesta da parte degli studenti di medicina appoggiata dall’allora Rettore Raimondo Pasquino, l’Azienda Ospedaliera Universitaria San Giovanni di Dio e  Ruggi D’Aragona fu ufficialmente approvata dall'allora presidente del consiglio dei ministri italiano, Mario Monti.

### Il nuovo ospedale Ruggi
Nel febbraio 2025 sono iniziati i lavori per creare il nuovo ospedale "Ruggi", a poca distanza dal vecchio ospedale Ruggi D'Aragona.
Il nuovo Ruggi d'Aragona occuperà una superficie di 220000 m² e disporrà di 732 posti letto, di cui 50 di terapia intensiva e 8 di terapia intensiva pediatrica. Il progetto prevede anche 50000 m² di parcheggi con 1710 posti auto. Il costo complessivo è di 470 milioni di euro.
Un settore del nuovo ospedale sarà dedicato alla Dipartimento di Medicina dell'Università degli Studi di Salerno.

## Presidi ospedalieri
- P.O. "San Giovanni di Dio e Ruggi d'Aragona" (Salerno) - Largo Città d'Ippocrate, Salerno.
- P.O. "Giovanni da Procida" (Salerno) - Via Salvatore Calenda, 162, Salerno.
- P.O. "Santa Maria Incoronata dell'Olmo" (Cava de' Tirreni) - Via de Marinis, Cava de' Tirreni.
- P.O. "Gaetano Fucito" (Mercato San Severino) - Corso Umberto I, Mercato San Severino.
- P.O. "Costa d'Amalfi" (Castiglione di Ravello) - Via Civita, 70, Castiglione di Ravello.[9]

## Reparti e servizi
L'approccio clinico-assistenziale è orientato alla multidisciplinarità, privilegiando il lavoro in team. Alcune prestazioni possono essere effettuate in setting assistenziali diversi e fare riferimento a più strutture e specialità cliniche.
| Dipartimento                                                         | Attività                                          | Sede                                                                 |
| -------------------------------------------------------------------- | ------------------------------------------------- | -------------------------------------------------------------------- |
| Assistenziale Integrato Riabilitazione e Post Acuzie                 | Medicina riabilitativa                            | Salerno (Da Procida)                                                 |
| Assistenziale Integrato Riabilitazione e Post Acuzie                 | Ortopedia e Traumatologia                         | Salerno (Ruggi) Cava de' Tirreni Mercato San Severino                |
| Assistenziale Area Critica                                           | Anestesia e Rianimazione                          | Salerno (Ruggi) Cava de' Tirreni Mercato San Severino                |
| Assistenziale Area Critica                                           | Chirurgia generale e d'Urgenza                    | Salerno (Ruggi) Cava de' Tirreni Mercato San Severino                |
| Assistenziale Area Critica                                           | Medicina interna                                  | Cava de' Tirreni                                                     |
| Assistenziale Area Critica                                           | Medicina d'urgenza                                | Salerno (Ruggi)                                                      |
| Assistenziale Area Critica                                           | Pronto soccorso                                   | Salerno (Ruggi) Cava de' Tirreni Mercato San Severino                |
| Assistenziale Area Critica                                           | Terapia intensiva post-operatoria                 | Salerno (Ruggi)                                                      |
| Assistenziale Area Critica                                           | Terapia intensiva pediatrica                      | Castiglione di Ravello                                               |
| Assistenziale Area Critica                                           | Nido - Neonatologia e Terapia Intensiva Neonatale | Cava de' Tirreni Mercato San Severino Castiglione di Ravello         |
| Assitenziale Integrato Chirurgie Generali Specialistiche e Trapianti | Chirurgia generale                                | Salerno (Ruggi)                                                      |
| Assitenziale Integrato Chirurgie Generali Specialistiche e Trapianti | Chirurgia Generale e Trapianti di rene            | Salerno (Ruggi)                                                      |
| Assitenziale Integrato Chirurgie Generali Specialistiche e Trapianti | Chirurgia pediatrica                              | Castiglione di Ravello                                               |
| Assitenziale Integrato Chirurgie Generali Specialistiche e Trapianti | Chirurgia toracica                                | Salerno (Ruggi)                                                      |
| Assitenziale Integrato Chirurgie Generali Specialistiche e Trapianti | Chirurgia vascolare ed endovascolare              | Salerno (Ruggi)                                                      |
| Assitenziale Integrato Chirurgie Generali Specialistiche e Trapianti | Chirurgia senologica                              | Cava de' Tirreni                                                     |
| Assitenziale Integrato Chirurgie Generali Specialistiche e Trapianti | Day surgery di Chirurgia Generale                 | Salerno (Ruggi)                                                      |
| Assitenziale Integrato Chirurgie Generali Specialistiche e Trapianti | Litotrissia                                       | Mercato San Severino                                                 |
| Assitenziale Integrato Chirurgie Generali Specialistiche e Trapianti | Malattie infettive                                | Salerno (Ruggi)                                                      |
| Assitenziale Integrato Chirurgie Generali Specialistiche e Trapianti | Nefrologia e Dialisi                              | Mercato San Severino                                                 |
| Assitenziale Integrato Chirurgie Generali Specialistiche e Trapianti | Radiologia Vascolare ed Interventistica           | Salerno (Ruggi)                                                      |
| Assitenziale Integrato Chirurgie Generali Specialistiche e Trapianti | Odontostomatologia                                | Salerno (Ruggi)                                                      |
| Assitenziale Integrato Chirurgie Generali Specialistiche e Trapianti | Urologia                                          | Salerno (Ruggi) Mercato San Severino                                 |
| Assistenziale Integrato Cardio Toraco Vascolare                      | Angiologia                                        | Mercato San Severino                                                 |
| Assistenziale Integrato Cardio Toraco Vascolare                      | Anestesia e Rianimazione                          | Salerno (Ruggi)                                                      |
| Assistenziale Integrato Cardio Toraco Vascolare                      | Cardiochirurgia                                   | Salerno (Ruggi)                                                      |
| Assistenziale Integrato Cardio Toraco Vascolare                      | Cardiologia                                       | Salerno (Ruggi) Cava de' Tirreni Mercato San Severino                |
| Assistenziale Integrato Cardio Toraco Vascolare                      | Cardiologia Interventistica Emodinamica           | Salerno (Ruggi)                                                      |
| Assistenziale Integrato Cardio Toraco Vascolare                      | Riabilitazione cardiologica                       | Salerno                                                              |
| Assistenziale Integrato Cardio Toraco Vascolare                      | Unità di Terapia Intensiva Cardiologica (UTIC)    | Salerno (Ruggi) Cava de' Tirreni Mercato San Severino                |
| Assistenziale Integrato Materno - Infantile                          | Breast Unit                                       | Salerno (Ruggi)                                                      |
| Assistenziale Integrato Materno - Infantile                          | Ostetricia e Ginecologia                          | Salerno (Ruggi) Cava de' Tirreni Mercato San Severino                |
| Assistenziale Integrato Materno - Infantile                          | Interruzione volontaria di gravidanza (IVG)       | Mercato San Severino                                                 |
| Assistenziale Integrato Materno - Infantile                          | Gravidanza a rischio e diagnosi pre-natale        | Salerno (Ruggi)                                                      |
| Assitenziale Integrato Testa Collo                                   | Neurologia                                        | Salerno (Ruggi)                                                      |
| Assitenziale Integrato Testa Collo                                   | Neurochirurgia                                    | Salerno (Ruggi)                                                      |
| Assitenziale Integrato Testa Collo                                   | Neuroradiologia                                   | Salerno (Ruggi)                                                      |
| Assitenziale Integrato Testa Collo                                   | Neuropsichiatria infantile                        | Castiglione di Ravello                                               |
| Assitenziale Integrato Testa Collo                                   | Oculistica                                        | Salerno (Ruggi)                                                      |
| Assitenziale Integrato Testa Collo                                   | Otorinolaringoiatria                              | Salerno (Ruggi)                                                      |
| Assitenziale Integrato Testa Collo                                   | Stroke Unit                                       | Salerno (Ruggi)                                                      |
| Assistenziale Integrato di Igiene e Medicina Valutativa              | Medicina legale                                   | Mercato San Severino                                                 |
| Diagnostica per Immagini                                             | Fisica sanitaria                                  | Salerno (Ruggi)                                                      |
| Diagnostica per Immagini                                             | Medicina nucleare                                 | Salerno (Ruggi)                                                      |
| Diagnostica per Immagini                                             | Radiologia                                        | Salerno Cava de' Tirreni Mercato San Severino Castiglione di Ravello |
| Assistenziale Integrato Oncoematologico                              | Anatomia patologica                               | Salerno (Ruggi)                                                      |
| Assistenziale Integrato Oncoematologico                              | Ematologia                                        | Salerno (Ruggi)                                                      |
| Assistenziale Integrato Oncoematologico                              | Genetica medica                                   | Salerno (Ruggi)                                                      |
| Assistenziale Integrato Oncoematologico                              | Oncologia medica                                  | Salerno (Ruggi) Mercato San Severino                                 |
| Assistenziale Integrato Oncoematologico                              | Oncoematologia pediatrica                         | Castiglione di Ravello                                               |
| Assistenziale Integrato Oncoematologico                              | Radioterapia                                      | Salerno (Ruggi)                                                      |
| Integrato Scienze Mediche                                            | Medicina trasfusionale                            | Salerno (Ruggi)                                                      |
| Integrato Scienze Mediche                                            | Patologia clinica - Laboratorio analisi           | Salerno Cava de' Tirreni Mercato San Severino Castiglione di Ravello |
| Integrato Scienze Mediche                                            | Dermatologia                                      | Cava de' Tirreni                                                     |
| Integrato Scienze Mediche                                            | Endocrinologia                                    | Salerno (Ruggi)                                                      |
| Integrato Scienze Mediche                                            | Gastroenterologia con Bleeding Center             | Salerno (Ruggi)                                                      |
| Integrato Scienze Mediche                                            | Geriatria                                         | Salerno (Ruggi)                                                      |
| Integrato Scienze Mediche                                            | Malattie dell'apparato respiratorio               | Salerno (Ruggi)                                                      |
| Integrato Scienze Mediche                                            | Malattie del Ricambio                             | Salerno (Ruggi)                                                      |
| Integrato Scienze Mediche                                            | Pediatria                                         | Cava de' Tirreni Mercato San Severino Castiglione di Ravello         |
| Integrato Scienze Mediche                                            | Reumatologia                                      | Salerno (Ruggi)                                                      |
| Integrato Scienze Mediche                                            | Allergologia                                      | Salerno (Da Procida) Mercato San Severino                            |
| Integrato Scienze Mediche                                            | Centro disassuefazione fumo                       | Salerno (Da Procida)                                                 |
| Integrato Scienze Mediche                                            | Pneumologia                                       | Salerno (Da Procida)                                                 |
| Integrato Scienze Mediche                                            | Gastroenterologia                                 | Cava de' Tirreni                                                     |

## Controversie
- Nell'aprile 2016 alcune tirocinanti che frequentano la suddetta azienda ospedale denunciano che avvengono scambi di favori e prestazioni sessuali in cambio dell'attestato del master.[13]
- Nell'aprile 2016 il commissario della suddetta azienda ospedaliera, Cantone, denuncia alla magistratura il caso di un intervento di chirurgia ortopedica effettuato dall'ex primario del reparto, ormai in pensione, piuttosto che dall'attuale primario. Si sospetta un giro illecito di denaro per far intervenire l'ex primario.[14]

## Trasporti
Il presidio è raggiungibile:
- con i treni del servizio ferroviario metropolitano, stazione di Arechi.
- Autobus: Linea 8[15],  dell'azienda di trasporti Busitalia Campania nonché varie linee Sita.